# Alexius van Edessa
Alexius van Edessa (Grieks: ̓Αλέξιος ὁ ἄνθρωπος τοῦ Θεοῦ) (Rome of Edessa - rond 430 in Edessa) was een heremiet en heilige. Zijn naamdag valt bij de Rooms-Katholieke Kerk op 17 juli, bij de Orthodoxe-Katholieke Kerk op 17 maart en bij de Syrisch-Orthodoxe Kerk van Antiochië op 12 maart.
Alexius is een Griekse naam en betekent de helper of verdediger.

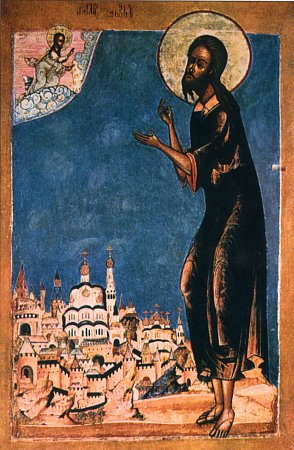
Alexius van Edessa

## Legendes
Volgens een legende uit de 5e eeuw was Alexius de zoon van de Romeinse senator Euphemius en zijn vrouw Aglia. Hij verliet na zijn huwelijk zijn ouders en zijn vrouw en vluchtte naar Edessa, waar hij als heremiet onder de naam Asket in armoede leefde en al grote bewondering onderving.
Een legende uit de 10e eeuw in de vorm van het Alexiuslied vertelt, dat hij zeventien jaar lang als bedelaar voor een kerk in Edessa leefde. Daar verklaarde de koster de bedelaar heilig en maakte daarmee Alexius een vereerd man. Maar Alexius vluchtte en wordt door een storm terug naar Rome gedwongen, waar zijn vader zijn pelgrimage niet erkende, maar hem toch uit liefdadigheid in huis nam. Wederom zeventien jaar leefde Alexius onder de trap van zijn ouderlijk huis, meerdere malen door spoelwater overgoten, lijdend en geduld hebbend.
Stervende zocht hij erkenning door het schrijven van een brief. Tot ergernis en droefenis van zijn ouders werd deze brief door de erbij geroepen bisschop ontcijferd in het bijzijn van de keizers Honorius en Arcadius
Zijn lichaam werd geheeld en met grote eer werd hij begraven in de kerk van Santi Bonifacio e Alessio te Rome, waar zich ook relieken van de heilige Bonifatius van Tarsus bevinden.
Volgens een ander overlevering zou hij altijd al in Edessa hebben geleefd en is hij daar ook gestorven.

## Verering
Alexius is altijd een van de meest vereerde heiligen geweest. Relikwieën liggen onder andere in Rome, in Praag-Břevnov en vele andere plaatsen. Een in 1350 opgerichte Broedergenootschap voor het verplegen van zieken draagt zijn naam: de Alexianen. Het hoogtepunt van zijn verering vindt plaats in de Late middeleeuwen en Barok plaats. In de 17e eeuw schrijft Stefano Landi de opera 'Il Sant Alessio'.
Alexius geldt als de patroonheilige voor pelgrims, bedelaars, vagebonden en de zieken en tegen aardbevingen, onweer en bliksem, de pest en epidemieën. Ook is hij de stadsheilige van Innsbruck en is hij afgebeeld op de 3-heiligenkerk in Innsbruck.
Alexius wordt meestal afgebeeld in pelgrimskleren, liggend onder een trap of als asceet met een lange baard.